# Anjouan Ouani Airport

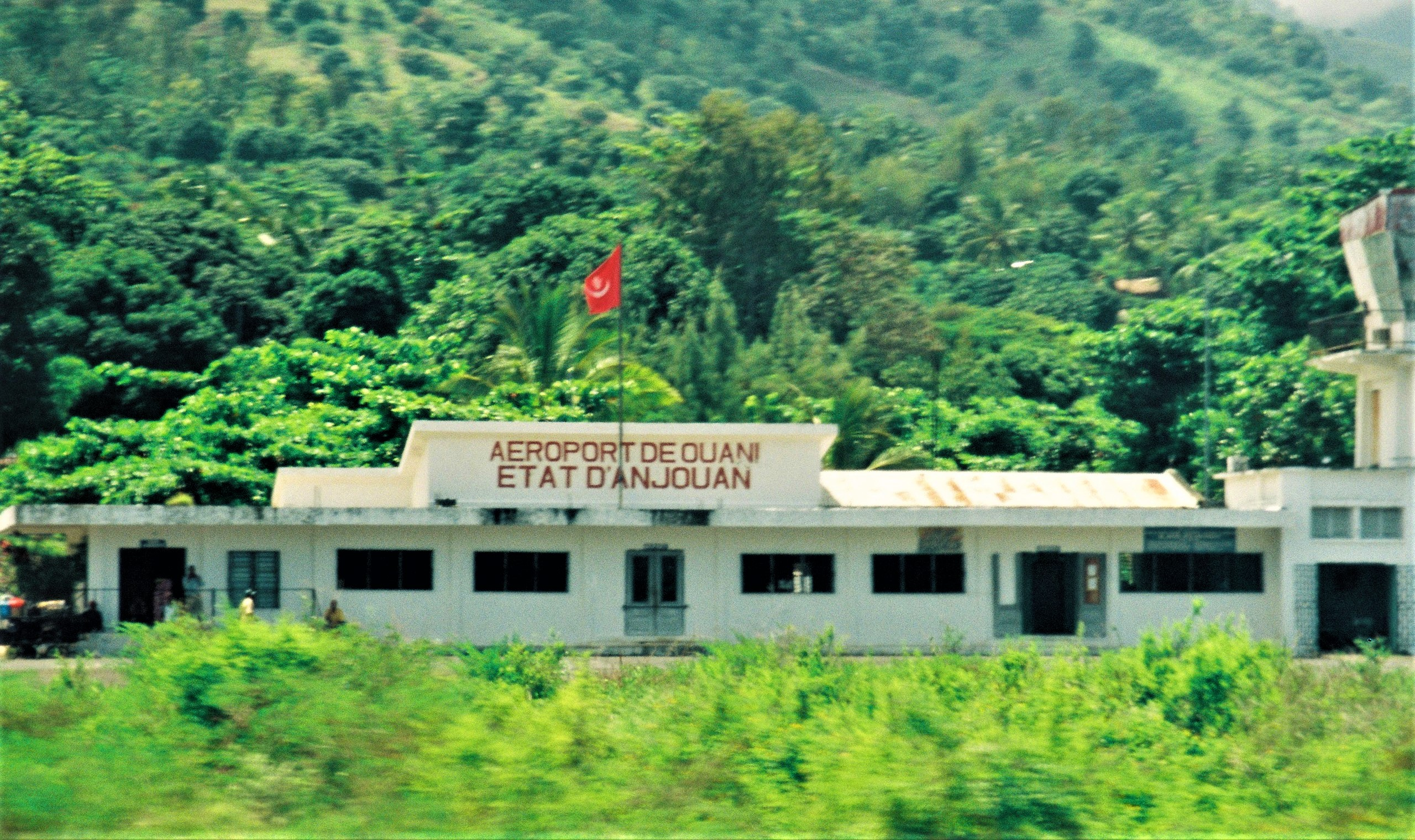
Aeropuerto Civil "Anjouan Ouani".

El Anjouan Ouani Airport (código IATA: AJN código OACI: FMCV)  es un aeropuerto civil en la isla de Anjouan, que pertenece a las Comoras. Limita al norte con la ciudad de Ouani, situada en el norte de la isla.
Situado a 19 m sobre el nivel del mar, el aeropuerto tiene una pista de 1350 m de largo con una orientación de 10/28. La única ayuda de aproximación es una baliza no direccional (NDB).
El aeropuerto está actualmente atendido por EWA Air, Air Austral y AB Aviation. Los principales destinos están en las Comoras y Mayotte.